# Гайрар, Раймон

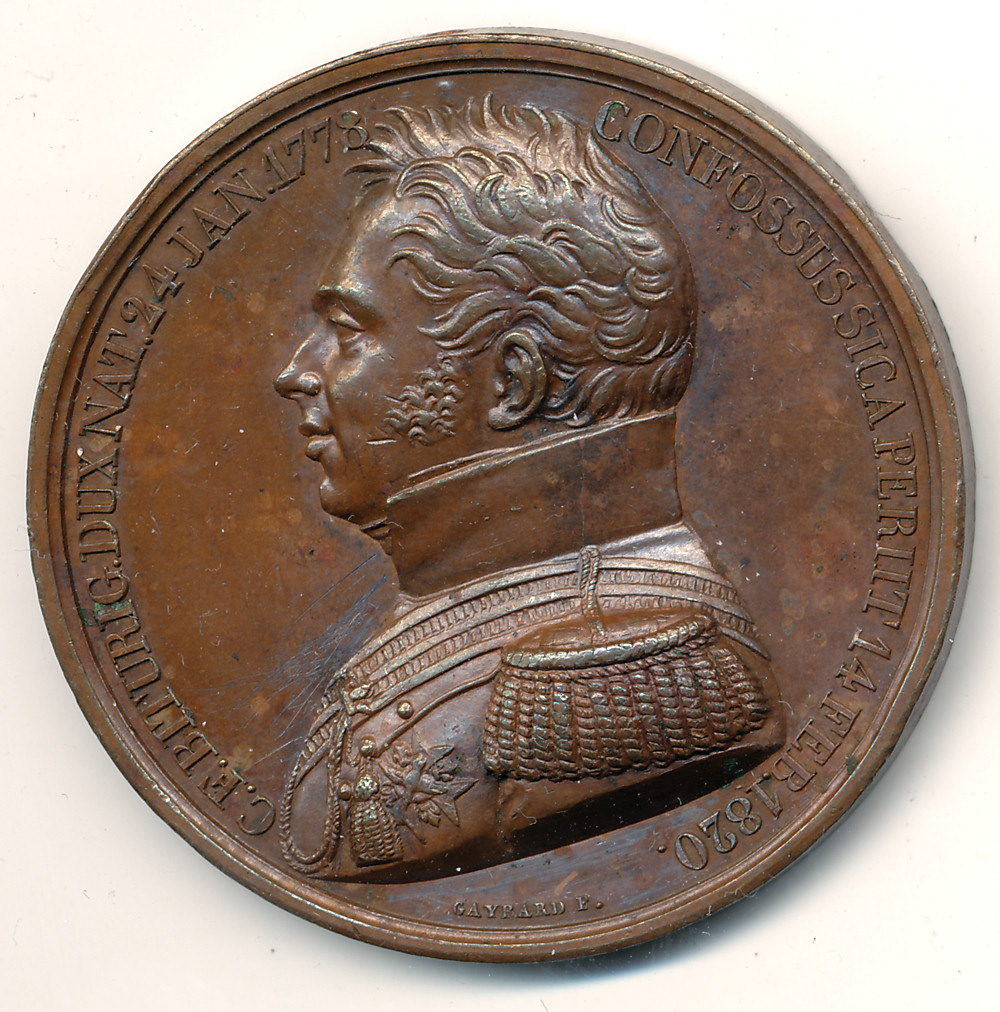
Медаль с портретом герцога Беррийского, подпись — «GAYRARD F.»

Раймон Гайрар (фр. Raymond Gayrard, 1777, Родез — 5 мая 1858, Париж) — французский скульптор и медальер. Отец скульптора и медальера Поля-Жозефа-Раймона Гайрара.

## Биография
Придворный медальер короля Карла X (1824—1830). Создал более 200 медалей по поводу различных политических событий и 100 портретных медальонов.
Участвовал в создании серии медалей в честь известных деятелей науки и культуры, выполнив портретные медали с изображениями Фрэнсиса Бэкона, Галилея Галилео, Кристофа Глюка, Микеланджело, Мигеля де Сервантеса.
Лучшими работами считаются медали:
- в честь Великой французской революции;
- в честь Законодательного собрания 1849 года;
- с изображением короля Людовика XVIII с семьёй.

Свои работы подписывал «GAYRARD F.».